# Victor de Beauclair
Victor de Beauclair (ur. 19 lipca 1874 w Brazylii, zm. 15 sierpnia 1929) – szwajcarski lekarz, baloniarz, alpinista i poszukiwacz przygód.

## Życiorys

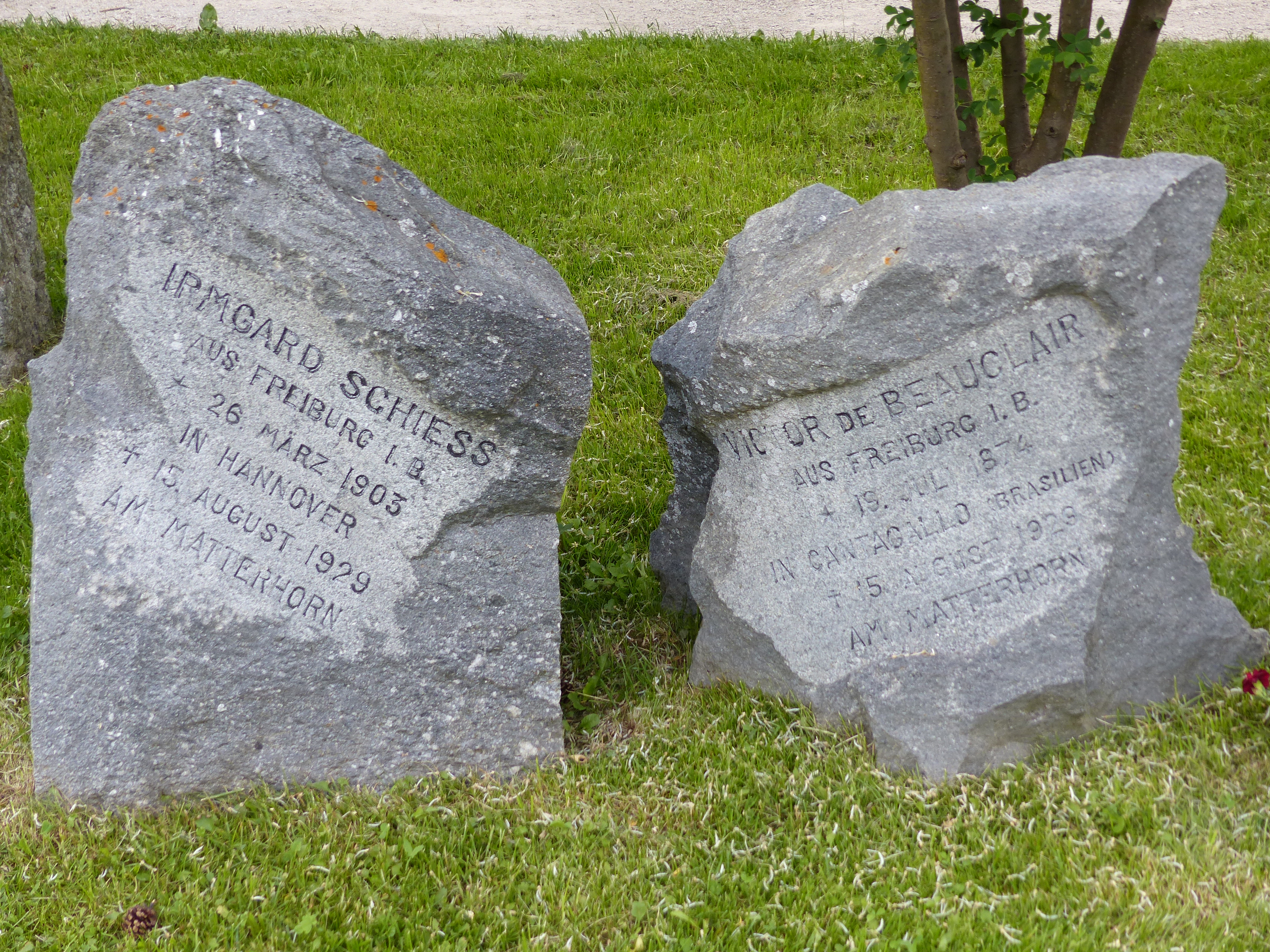
Pomnik na cmentarzu w Zermatt.

30 czerwca 1906 roku przeleciał balonem Cognac nad Alpami. Startował w zawodach balonowych o Puchar Gordona Bennetta w latach 1908-9 i 1913-14 reprezentując Szwajcarię.  Prezes Ballongruppe Zürich w latach 1914–1916.
Zginął podczas schodzenia ze szczytu 15 sierpnia 1929 roku.  Jego grób znajduje się na cmentarzu alpinistów w Zermatt u stóp słynnego Matterhorn w szwajcarskim kantonie Valais. Jego imieniem nazwano szwajcarski balon startujący m. in w XX zawodach o Puchar Gordona Bennetta.